# Marie Wuytiers
Anna Maria Barchman Wuytiers-Blaauw (* 29. November 1865 in Amsterdam; † 10. März 1944 in Hilterfingen) war eine niederländische Malerin und Zeichnerin.

## Leben und Werk

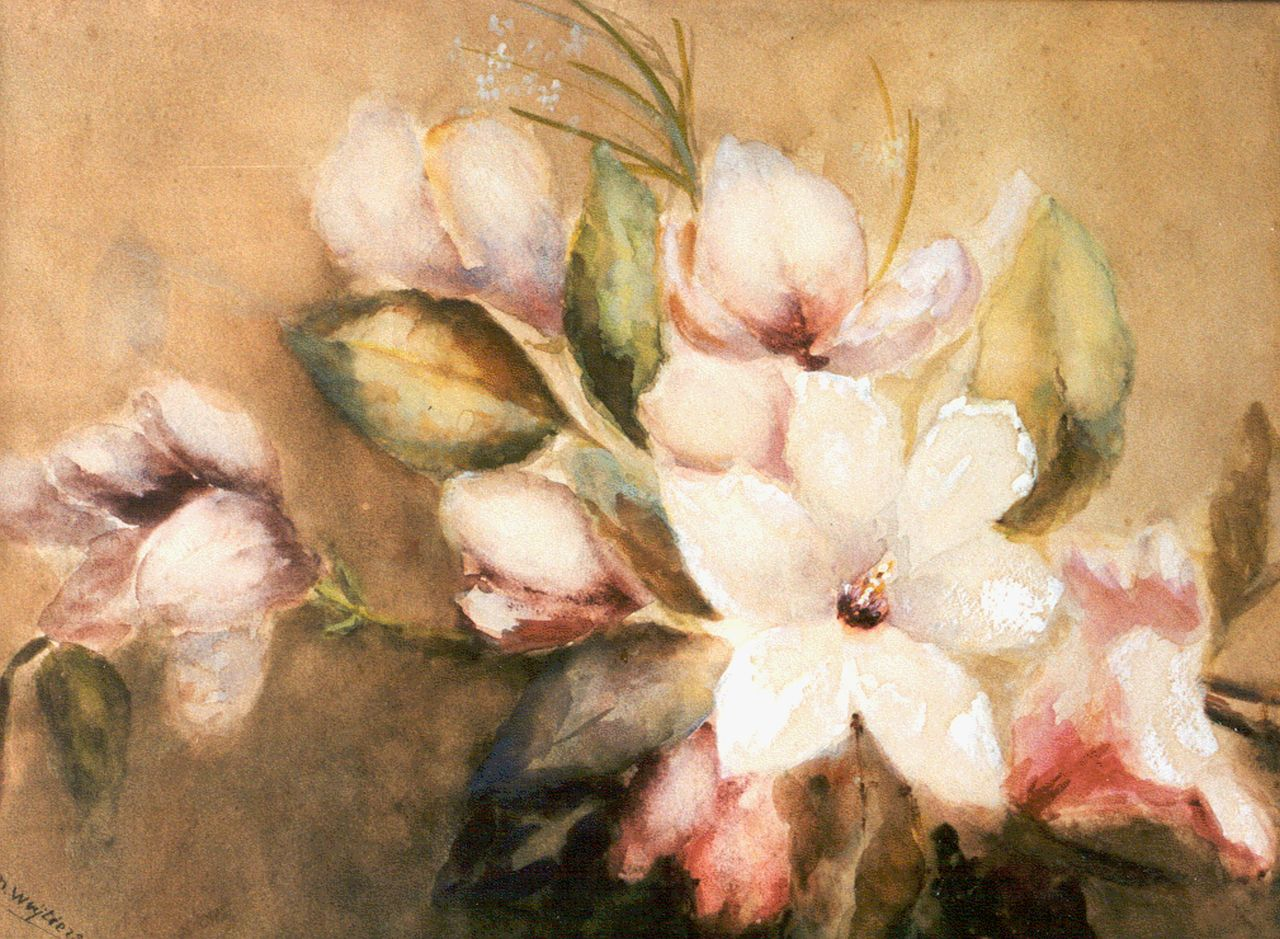
Magnolienzweig

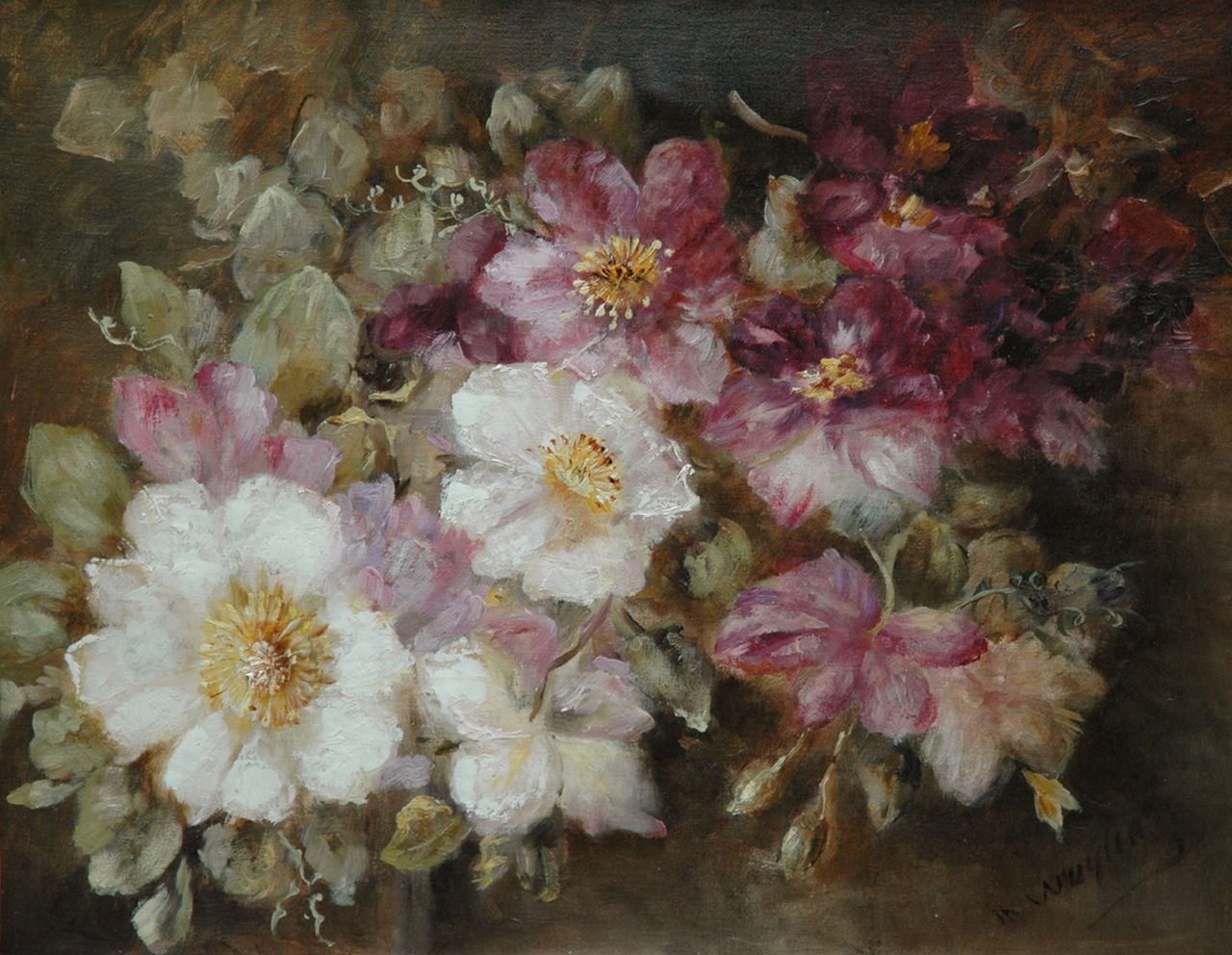
Klematis

Anna Marie Blaauw wurde am 29. November 1865 in Amsterdam geboren. Sie war die Tochter von Quirijn Blaauw und Francina Ernestine Berg und heiratete am 10. Juli 1890 in 's-Graveland Daniël Jonkheer Barchman Wuijtiers. Von vor 1890 bis etwa 1895 lebte sie in Den Haag, zwischen 1895 und 1899 in Amersfoort, dann zog sie zurück nach Den Haag, wo sie bis 1931 lebte, mit einer kurzen Unterbrechung von etwa einem Jahr, als sie von 1918 bis 1919  in Hilversum lebte. Nach 1931 lebte sie in der Schweiz. Marie Wuytiers war Schülerin von Margaretha Roosenboom. Sie malte, aquarellierte und zeichnete, gerne Blumen und Stillleben. Für ihre Arbeit erhielt sie mehrere Auszeichnungen, darunter eine Goldmedaille in Bordeaux und den Grand Prix auf einer Ausstellung in Toulouse. Sie war Mitglied der Künstlervereinigung Arti et Amicitiae in Amsterdam.
Wuytiers nahm an Ausstellungen der Kunstenaarsvereniging Sint Lucas in den Jahren 1895 und 1897 teil, an der Ausstellung der Lebenden Meister (Tentoonstelling van Levende Meesters) im Jahr 1903 und auch an späteren Ausstellungen der Künstlervereinigungen.